# Ray S. Bassler
Pour les articles homonymes, voir Bassler.
Ray Smith Bassler (né le 22 juillet 1878, décédé le 3 octobre 1961) est un géologue et un paléontologue américain.

## Biographie
De 1905 à 1931, il a travaillé en France avec Ferdinand Canu sur les animaux du Tertiaire des côtes de l'Atlantique et du Golfe du Mexique.
En 1925, Ray S. Bassler a décrit le groupe des Polygnathacea parmi les conodontes ozarkodinides.
En 1932, il est président de la Société de Paléontologie (Paleontological Society).

## Publications

### 1900
- (en) Nickles J.M. & Bassler R.S., 1900. A synopsis of American fossil Bryozoa, including bibliography and synonymy. Govt. Print. Off., 663 pages.

### 1904
- (en) Ulrich E.O. & Bassler R.S., 1904. Systematic paleontology of the Miocene deposits of Maryland. Maryland Geological Survey Miocene Reports.
- (en) Ulrich E.O. & Bassler R.S., 1904. Ostracoda, Miocene. The Johns Hopkins Press, Baltimore.

### 1919
- (en) Canu F. & Bassler R.S., 1919. Fossil Bryozoa from the West Indies. Publications of the Carnegie Institution.

### 1923
- (en) Ulrich E.O. & Bassler R.S., 1923. Paleozoic Ostracoda: their morphology, classification, and occurrence. Maryland Geological Survey, Silurian.

### 1925
- (en) Bassler R.S., 1925. Classification and stratigraphic use of the conodonts. Geological Society of America, Bulletin, volume 36, issue 11, pages 218-220.
- Canu F. & Bassler R.S., 1925. Contribution à l'étude des Bryozoaires d'Autriche et de Hongrie. Bulletin de la Société Géologique de France.
- (en) Bassler R.S., 1925. Geological fieldwork in Tennessee. Smithsonian Miscellaneous Collection.
- Canu F. & Bassler R.S., 1925. Les Bryozoaires du Maroc et de Mauritanie. Mémoires de la Société des Sciences naturelles du Maroc, volume 10, pages 1–79.

### 1926
- (en) Ulrich E.O. & Bassler R.S., 1926. A classification of the toothlike fossils, conodonts, with descriptions of American Devonian and Mississippian species. Proc. U.S. Nat. Mus.

### 1927
- (en) Canu F. & Bassler R.S., 1927. Classification of the cheilostomatous Bryozoa. Proceedings of the United States National …

### 1928
- Canu F. & Bassler R.S., 1928. Les Bryozoaires du Maroc et de Mauritanie, 2ème Mémoire. Mémoires de la Société des Sciences naturelles du Maroc. 18: 1–85.
- Canu F. & Bassler R.S., 1928. Bryozoaires du Brésil. Bulletin de la Société des Sciences de Seine-et-Oise. 9: 58–110.

### 1929
- (en) Bassler R.S., 1929. The Permian Bryozoa of Timor. Palaeontologie von Timor, XVI Lieferung.

### 1930
- (en) Canu F. & Bassler R.S., 1930. The bryozoan fauna of the Galapagos Islands. Proceedings of the United States National …
- Canu F. & Bassler R.S. 1930. Bryozoaires marins de Tunisie. Annales de la Station océanographique de Salambô. 5: 1–91.

### 1936
- (en) Bassler R.S., 1936. Nomenclatorial notes on fossil and recent Bryozoa. Journal of the Washington Academy of Sciences.
- (en) Bassler R.S., 1936. New species of American Edrioasteroidea (with seven plates). Smithsonian Miscellaneous Collections.

### 1943
- (en) Bassler R.S. & Moodey M.W., 1943. Bibliographic and Faunal Index of Paleozoic Pelmatozoan Echinoderms. Geological Society of America, 734 pages.

### 1950
- (en) Bassler R.S., 1950. Faunal lists and descriptions of Paleozoic corals.

## Hommages
Le nom d'espèce du conodonte Neognathodus bassleri est un hommage à R.S. Bassler.